# Land Rover Series
Land Rover, Series I, II och III (vanligen kallat "Series" Land Rovers, för att skilja dem från senare modeller) är terränggående fordon som tillverkades av den brittiska tillverkaren Land Rover. Modellens utformning inspirerades av Willys Jeep.

## Serie I

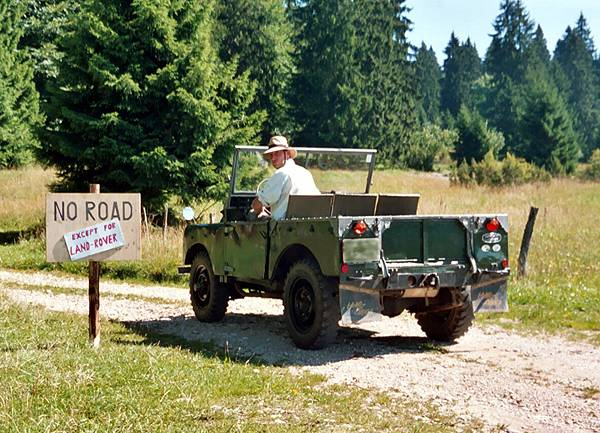
Series I modell med 80 tums hjulbas

Den första modellen hade en 80 tums hjulbas och tillverkades 1948-1954. Det var en enkel bil där kunden första tiden kunden fick betala extra för dörrar. Den fanns med 1,6 liters bensinmotor fram till 1951. Motorn byttes ut mot 2 liters motor.
Modellen hade fyrhjulsdrift med frihjulsnav fram till 1950.
1954-1956 tillverkades en modell med 86 tums hjulbas som gav bättre vägegenskaper och mer utrymme.
1955-1957 tillverkades en modell med 107 tums hjulbas. Detta axelavstånd innebar att bilen nu fick en ordentlig lastkapacitet. Denna efterträddes 1957-1958 av en modell med 109 tums hjulbas.
1958-1961 tillverkades en modell med 88 tums hjulbas, vilket innebar ännu ett steg mot en "vanlig" bil. Kunder kunde beställa bilen med en dieselmotor på 2 liter från och med 1960.

## Serie II

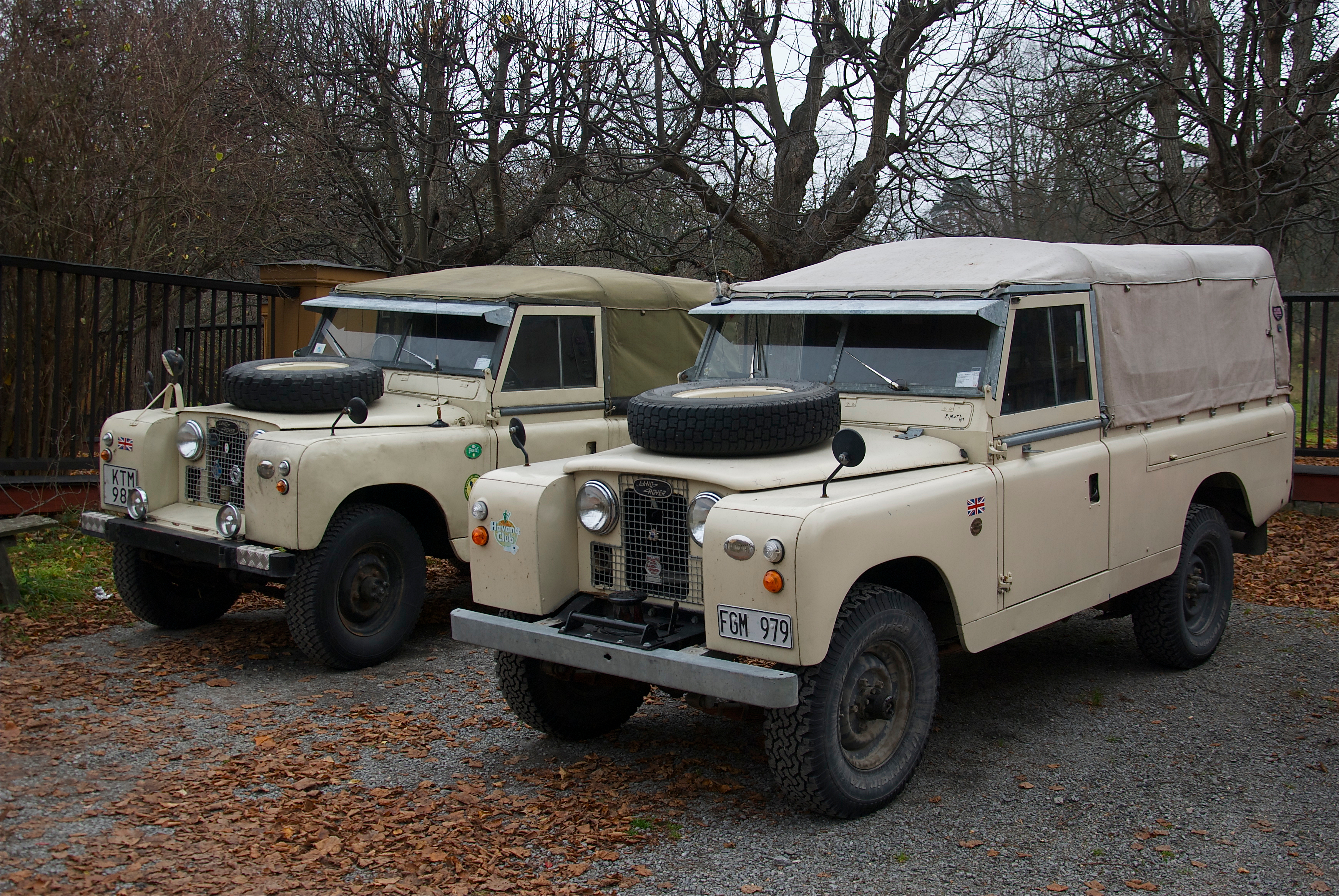
Två Land Rover från 1959 i Stockholm 2011. Till vänster den kortare, 88 tums versionen och till högre den längre modellen med 109 tums hjulbas.

Modellen med 88 tums hjulbas som tillverkades 1958-1961 innebar ett flertal förändringar i jämförelse med Serie I. 1960 ökades motorstorleken till 2,25 liter för bensinmotorn. 1961 gjordes samma förändring på dieselmotorn - en ökning till 2,25 liter. Land Rover byggde bilarna för att samma komponenter skulle passa så många bilar som möjligt, varför motorerna inte skiljer särskilt mycket åt förutom bränslet.
Den längre modellen med 109 tums hjulbas som tillverkades 1958-1961 följde samma mall. Det mesta, förutom specifika detaljer för olika bränsletyper och chassilängder, är exakt lika.

## Serie IIA
På modellen med 88 tums hjulbas som tillverkades 1962-1971 flyttades strålkastarna ut till skärmarna 1969, men annars var det få skillnader mellan Serie II och Serie IIa. Samma gäller modellen med 109 tums hjulbas som tillverkades 1962-1971.
Modellen Forward Control som tillverkades 1962-1966 med 106 tums hjulbas hade förarplatsen "fram-byggd", man satt ovanför motorutrymmet, vilket gick ut över komforten. Till största delen hade denna variant militära kunder, framför allt i Storbritannien. 2,6 liters 6 cylinders bensinmotor kom som tillval 1967.

## Military Lightweight
Modellen tillverkades 1968-1983 och hade 88 tums hjulbas. Modellen hade skalats av så mycket som möjligt för att klara lufttransporter i största möjliga mån.

## Serie III
På modellen som tillverkades 1971-1983 med 88 tums hjulbas var synliga skillnader var delvis ny instrumentbräda, samt en plastgrill istället för trådgrillen från tidigare år. Motorerna blev 5-lagrade istället för de tidigare, svagare, motorerna med 3 ram-lager. 1980 kom den helsynkroniserade växellådan. Den längre modellen med 109 tums hjulbas hade samma nyheter.
1979 - 1983 tillverkades en "Stage I" V8 i både kort och lång modell. Växellådan byttes mot LT95 med permanent fyrhjulsdrift.
1983 byttes bladfjädrarna ut mot skruvfjädrar, vilket innebar att beteckningen Series-modeller upphörde.